# Makano
Makano è un comune rurale del Mali facente parte del circondario di Kita, nella regione di Kayes.
Il comune è composto da 15 nuclei abitati:
- Balandougou
- Banankoro
- Banko
- Bendougou–Coura
- Diabala
- Djéguila
- Goro
- Kamansirkama
- Kary
- Kotédo
- Makano
- Niamafé
- Pathéla
- Sanansaba
- Sékoroni